# We Are the Champions
«We Are the Champions» (с англ. — «Мы — чемпионы») — песня британской рок-группы Queen из альбома News of the World. Это одна из известнейших песен группы. Она стала спортивным гимном миллионов болельщиков по всему миру. Песня вышла в качестве сингла вместе с «We Will Rock You» на стороне «Б». Начиная со второй половины 1977 года, эти две композиции долгое время завершали каждый концерт группы, лишь во время последнего концертного тура между ними исполнялась «Friends Will Be Friends».

## Песня
Основным музыкальным инструментом в песне является рояль Меркьюри в сопровождении бас гитары Джона Дикона и ударных Роджера Тейлора. Гитара Брайана Мэя звучит гораздо реже по сравнению с другими композициями. В песне можно услышать его едва уловимую игру, записанную несколько раз. Его настоящая игра появляется лишь во время последнего припева. Во многих выступлениях группы бэк-вокальные партии исполнял только Роджер Тейлор. Его голос заменял хор всей группы.

## Видеоклип
Видеоклип к песне снял режиссёр Дерек Барбридж. Видео представляет собой выступление группы в концертном формате, однако это не концертная запись песни. Группа пригласила своих фанатов в роли зрителей, причём это первый раз в индустрии музыки, когда группа приглашала своих поклонников для создания видеоклипа. Съёмки проходили в театре «New London Theatre Centre».
В этом клипе продолжил меняться имидж группы. Исчезли длинные волосы у басиста Дикона и ударника Тейлора. Одеты они намного проще чем раньше — в тёмные рубашки. Стиль Мэя остался прежним. Меркьюри одет в чёрно-белое трико.
В начале клипа, во время первого куплета, Меркьюри сидит на корточках с микрофоном перед ударной установкой и поёт свою партию. Несмотря на то, что в песне есть партия рояля, Меркьюри на нём не играет. Со словами «I’ve had my share of sand kicked in my face» он встаёт и идёт к зрителям, которые держат шарфы, характерные для футбольных фанатов. Освещение становится ярче и сцена наполняется сухим льдом. После этого показываются все музыканты. Перед вторым куплетом показывается Тейлор крупным планом — единственный раз за весь клип. Во время второго куплета исчезает яркая подсветка и сухой лёд. Во время слов «I consider it a challenge before the whole human race» повторяется то же самое, что и с первым куплетом — Меркьюри идёт к фанатам и сцена оживает. Во время припевов показываются то Меркьюри, то вся группа, то отдельные её музыканты.
После съёмок музыканты в качестве вознаграждения сыграли небольшой концерт для своих поклонников.
Кадры из клипа использовались в видео к песне «Radio Ga Ga». Также в клипе к песне «Bicycle Race» используются фотографии в стиле клипа «We Are the Champions», на них музыканты в той же одежде, но их не было в клипе.

## Позиции в хит-парадах
Еженедельные чарты:
| Позиция | 30 | 13 | 06 | 06 | 02 | 02 | 02 | 07 | 10 | 22 | 22 | 32 |

| Позиция | 87 | 75 | 62 | 51 | 41 | 35 | 31 | 26 | 22 | 18 | 18 | 13 | 10 | 08 | 06 | 04 | 04 | 04 | 07 | 11 | 26 | 36 | 48 | 96 | 91 | 91 | 91 |

| Позиция | 15 | 08 | 04 | 02 | 02 | 02 | 02 | 04 | 05 | 09 | 15 | 21 | 35 |

| Позиция | 16 | 15 | 14 | 12 | 17 | 25 |

| Позиция | 09 | 08 | 06 | 06 | 06 | 08 | 09 |

Годовые чарты:
| Хит-парад (1977)             | Позиция |
| ---------------------------- | ------- |
| Великобритания (Gallup Poll) | 24      |